# Saad al Dowleh

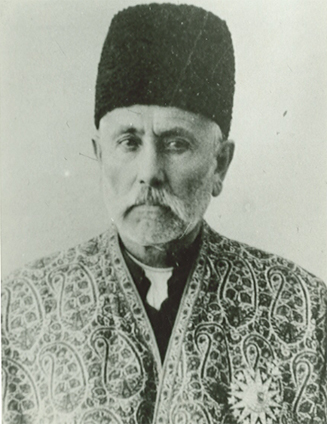
Saad al Dowleh

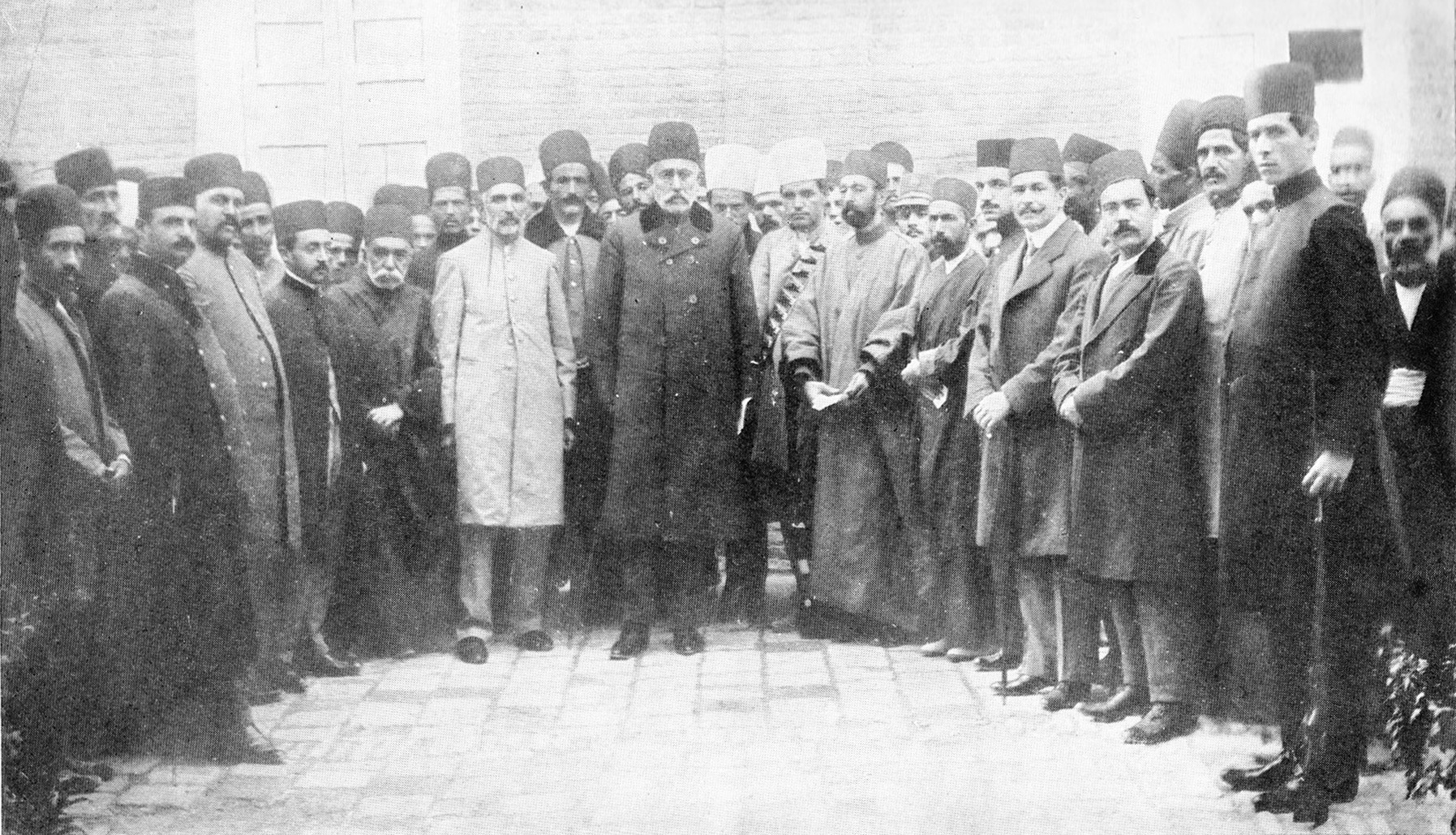
Premierminister Najaf Qoli Khan (Bildmitte)

Najaf Qoli Khan Bachtiari (persisch نجف قلی خان بختیاری; * 1851; † 1931 in Isfahan) bekannt als Saad al Dowleh und Samsam-os Saltaneh war für wenige Monate zweimal iranischer Premierminister in der Zeit der Konstitutionellen Revolution.

## Leben
Najaf Qoli Khan war der Sohn von Hosein Qoli Khan Bakhtiari und der ältere Bruder von Ali Qoli Khan Bakhtiari (Sardar As'ad II). Nachdem Mohammed Ali Schah die konstitutionelle Bewegung zu zerschlagen drohte, rief Sardar Asad Najaf Qoli Khan zu Hilfe. Sardar As'ad und Najaf Qoli Khan führten das Kommando über die Bachtiyārī-Truppen, die im Jahr 1909 nach Teheran zogen, um die von der Kosakenbrigade eingeschlossenen Parlamentarier zu befreien.
Najaf Qoli Khan war mehrfach Minister in mehreren Kabinetten und übernahm sieben Mal das Amt des Premierministers. Seine erste Amtszeit erstreckte sich vom 3. Mai 1909 bis zum 16. Juli 1909. Auch seine zweite Amtszeit vom 23. Dezember 1912 bis zum 11. Januar 1913 war sehr kurz. Saad al Dowleh war zudem Abgeordneter in der vierten Legislaturperiode des iranischen Parlaments. Najaf Qoli Khan hatte keine formale Schulausbildung. Er galt als eher unpolitisch. Seine soziale Stellung als Stammesführer der Bachtiaren und seine Unterstützung der Konstitutionellen Revolution führte zum Sturz Mohammad Ali Schahs und zur Wiederherstellung der konstitutionellen Monarchie im Iran.